# Regiocast
Die REGIOCAST GmbH & Co. KG (vormals KOM Kommunikation Marketing GmbH & Co. Holding KG) ist ein deutsches Radiounternehmen mit Sitz in Kiel.

## Beteiligungen

### Programmmarken
- 1/DEUTSCH
- 80s80s[3]
- 80s80s MV[3]
- 90s90s[3]
- 94,3 RS2[3]
- Barba Radio[3]
- Berliner Rundfunk 91.4[3]
- delta radio[3]
- Energy Bremen[3]
- Hamburg Zwei[3]
- Landeswelle Thüringen[3]
- Radio NORA[3]
- Radio Bob[3]
- Radio PSR[3]
- Radio SAW[3]
- Radio Schleswig-Holstein[3]
- Rockland Sachsen-Anhalt
- R.SA[3]
- Schlagerplanet Radio[3]
- sunshine live[3]

### Ehemalige Programmmarken
- Radio NORA[3]

### Vermarktungsunternehmen
- Audio House[3]
- more Marketing[3]
- Radio Marketing Service (RMS)[4]
- TOP Radiovermarktung[3]

### Weitere Beteiligungen
- Corint Media[3]
- Eurocast[3]
- Radiozentrale[3]
- Regiocast Digital[3]
- Uplink Network[3]